# Hemiborealer Mischwald
|  | Dieser Artikel wurde aufgrund von formalen oder inhaltlichen Mängeln in der Qualitätssicherung Biologie zur Verbesserung eingetragen. Dies geschieht, um die Qualität der Biologie-Artikel auf ein akzeptables Niveau zu bringen. Bitte hilf mit, diesen Artikel zu verbessern! Artikel, die nicht signifikant verbessert werden, können gegebenenfalls gelöscht werden. Lies dazu auch die näheren Informationen in den Mindestanforderungen an Biologie-Artikel. |

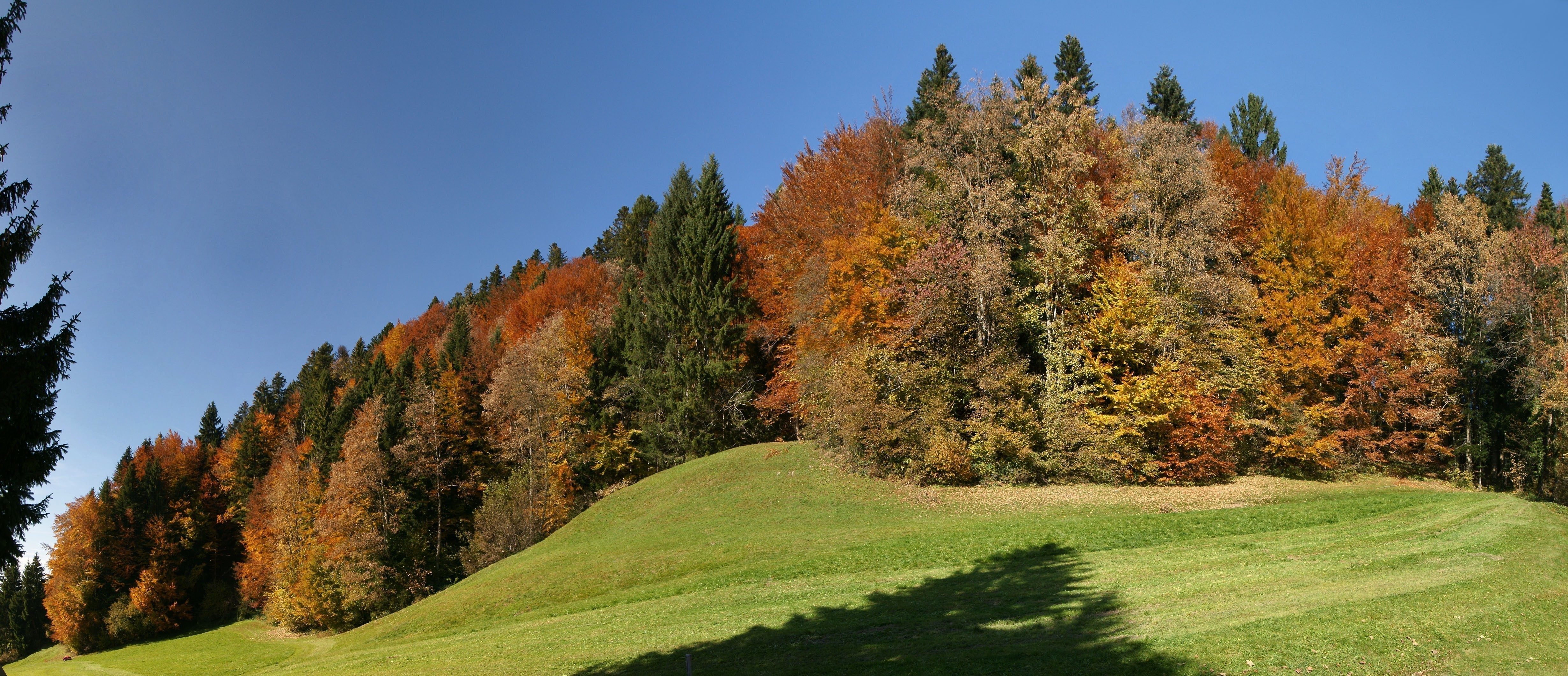
Mischwald am Sulzberg

Der Hemiborealer Mischwald, auch einfach Laub- und Nadelmischwald genannt sind die Wälder der gemäßigten nördlichen Breiten. Sie erstrecken sich über Nordamerika, Europas und Asien. Es herrschen nur wenige Baumarten dominant vor. Die Artenzusammensetzung unterscheidet sich je nach Bodenbeschaffenheit und Klima. Diese Wälder haben sich erst nach dem Ende der letzten Eiszeit in Europa und Asiens und Nordamerikas entwickelt. Diese Wälder sind aufgrund der Entwaldung in Mitteleuropa und Nordamerika nur noch in wenigen Restbeständen natürlichen Ursprungs, meist sind es Aufforstungen aus der jüngeren Vergangenheit.

## Europa
In Europa ist das Klima größtenteils ozeanisch geprägt und die Niederschläge gleichmäßig über das ganze Jahr verteilt und die Temperatur unterliegt nur geringen jahreszeitlichen Schwankungen. Daher herrschten in Europa bis zum Beginn des römischen Reichs große Waldflächen vor. In diese kamen vor allem Buchen und Eichen vor. Im Mittelalter und der frühen Neuzeit kam es zu erneut großen flächigen Entwaldungen Europas. Erst mit Beginn des 20. Jahrhunderts wurde Aufforstung vor allem mit schnell wachsenden Nadelgehölzen betrieben.

## Nordamerika
Im hohen Norden Alaskas wachsen sie bis in einer Höhe von 600–1000 M ü.N.N. Im Süden wie der Sierra Nevada bis in eine Höhe von 2800–3000 M ü.N.N. Die am häufigsten dort vorkommenden Böden sind Braunerde, Parabraunerde mit saurem Humus und Podsolböden. Das Klima ist in Nordamerika und China durch milde Winter und kühle Sommer mit einer Jahresdurchschnittstemperatur von 12 °C und einem mittleren Jahresniederschlag von 600 mm geprägt. Der meiste Jahresniederschlag fällt im Winter, der wenigste im Sommer. Am Pazifik kommen einige größten Baumexemplare der Erde z. B. Riesenmammutbäume mit einer Höhe von über 100 Metern vor. Einzelne Exemplare zählen mit einem Alter von 3500 zu den ältesten Lebewesen der Welt. Diese Wälder reichten einst vom Atlantik über die Appalachen bis zum Mississippi. Diese Wälder wurden in jüngerer Vergangenheit zugunsten vom Ackerland großflächig gerodet.

## Asien
In Ostasien wo trockene kalte Winter und warme, feuchte Sommer vorkommen erstreckt sich der sommergrüne Laubwald. Diese ist mit dichten Unterwuchs von Orchideen, Azaleen und Lilien bedeckt. Diese großen Wälder wurden schon durch die frühen chinesischen Hochkulturen oft in Ackerland umgewandelt.

## Vorherrschende Baumarten
von Nord nach Süd:
- Nordamerika:  Douglasie (Pseudotsuga menziesii), Westamerikanische Hemlocktanne (Tsuga heterophylla), Riesen-Lebensbaum (Thuja plicata), Sitka-Fichte (Picea sitchensis), und Tannen (Abies), Riesenmammutbaum (Sequoiadendron giganteum), Amerikanische Hasel (Corylus americana).

- Europa: Steineiche (Quercus ilex), Traubeneiche (Quercus petraea), Hainbuche (Carpinus betulus), Rotbuche (Fagus sylvatica), Winterlinde (Tilia cordata), Sommerlinde (Tilia platyphyllos)

- Asien: 50 Arten der Gattung Ahorn (Acer), Zürgelbäume (Celtis), Trompetenbäume (Catalpa), Gleditschien (Gleditsia), (Mesua ferrea)

## Ausgewählte Pilzarten
- Europa:
  - Fliegenpilz (Amanita muscaria), Parasol (Macrolepiota procera), Stockschwämmchen (Kuehneromyces), Flacher Lackporling (Ganoderma applanatum)

## Ausgewählte andere Pflanzenarten
- Asien:
  - Heidelbeere, (Vaccinium myrtillus) Sumpf-Torfmoos (Sphagnum palustre)
- Europa:
  - Heidelbeere, Sumpf-Torfmoos
- Nordamerika:
  - Heidelbeere, Sumpf-Torfmoos

## Ausgewählte Tierarten
- Nordamerika

- - Säugetiere: Kanadischer Luchs (Lynx canadensis), Elch (Alces alces), Braunbär (Ursus arctos), Waschbär (Procyon lotor), Rotfuchs, Wolf (Canis lupus), Vielfraß (Gulo gulo), Rentier (Rangifer tarandus)
  - Vögel: Habicht (Accipiter gentilis)
  - Insekten: Nachtfalter, Wespen

- Europa:
  - Säugetiere: Wühlmäuse (Arvicolinae)  Rotfuchs (Vulpes vulpes), Wolf, Vielfraß, Braunbär, Dachs  (Meles meles)
  - Vögel: Auerhuhn (Tetrao urogallus) Fichtenkreuzschnabel (Loxia curvirostra), Habicht, Tannenhäher (Nucifraga caryocatactes), Waldkauz (Strix aluco), Blaumeise (Cyanistes caeruleus), Grünspecht
  - Insekten: Borkenkäfer (Scolytinae), Schlupfwespen (Ichneumonidae)

- Asien:
  - Säugetiere: Vielfraß, Braunbär, Rotfuchs, Wolf,
  - Vögel: Waldkauz, Habicht

## Bilder einiger Wälder (weltweit)

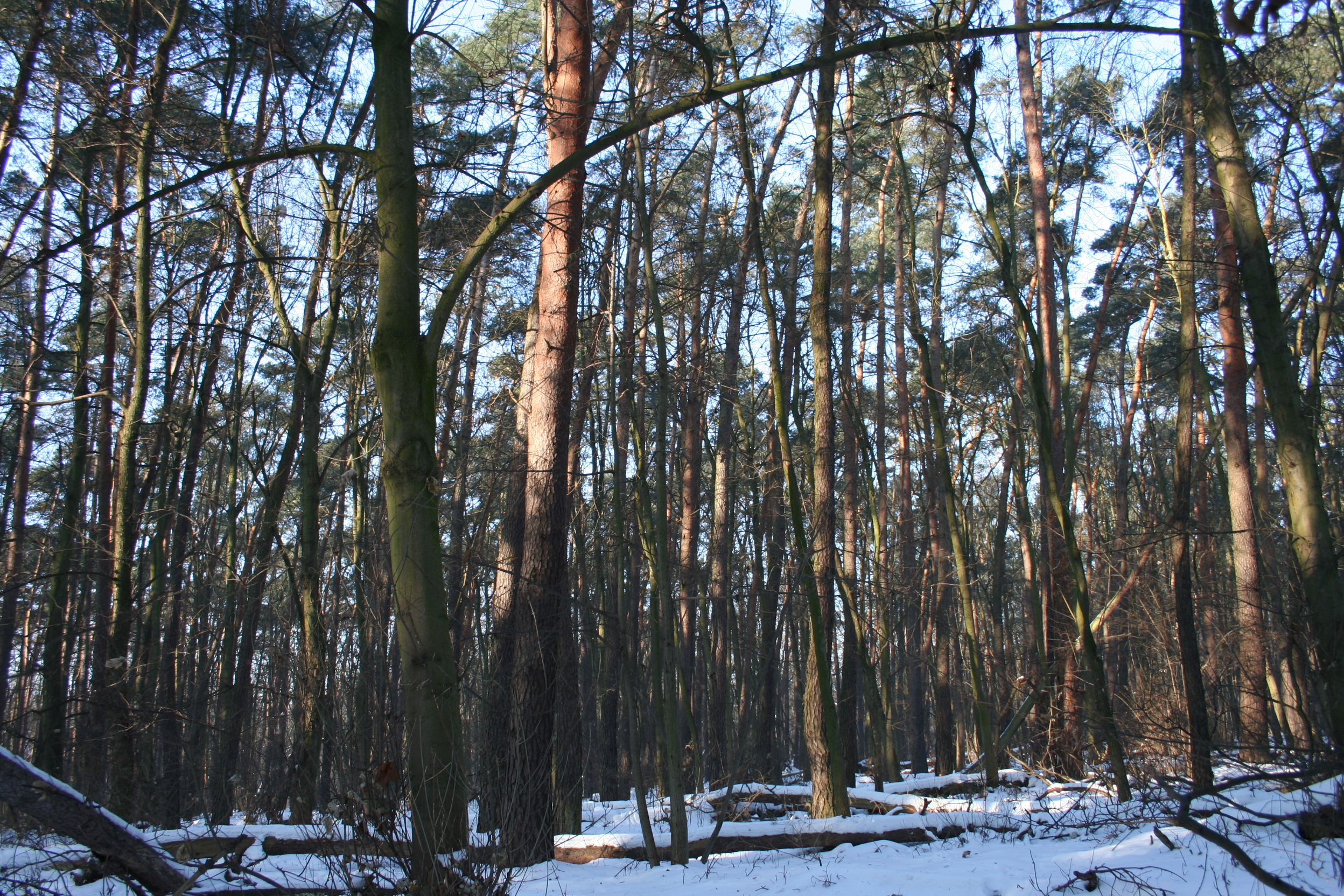
Mischwald im Winter im Kolno Międzychodzkie nature reserve, in Polen
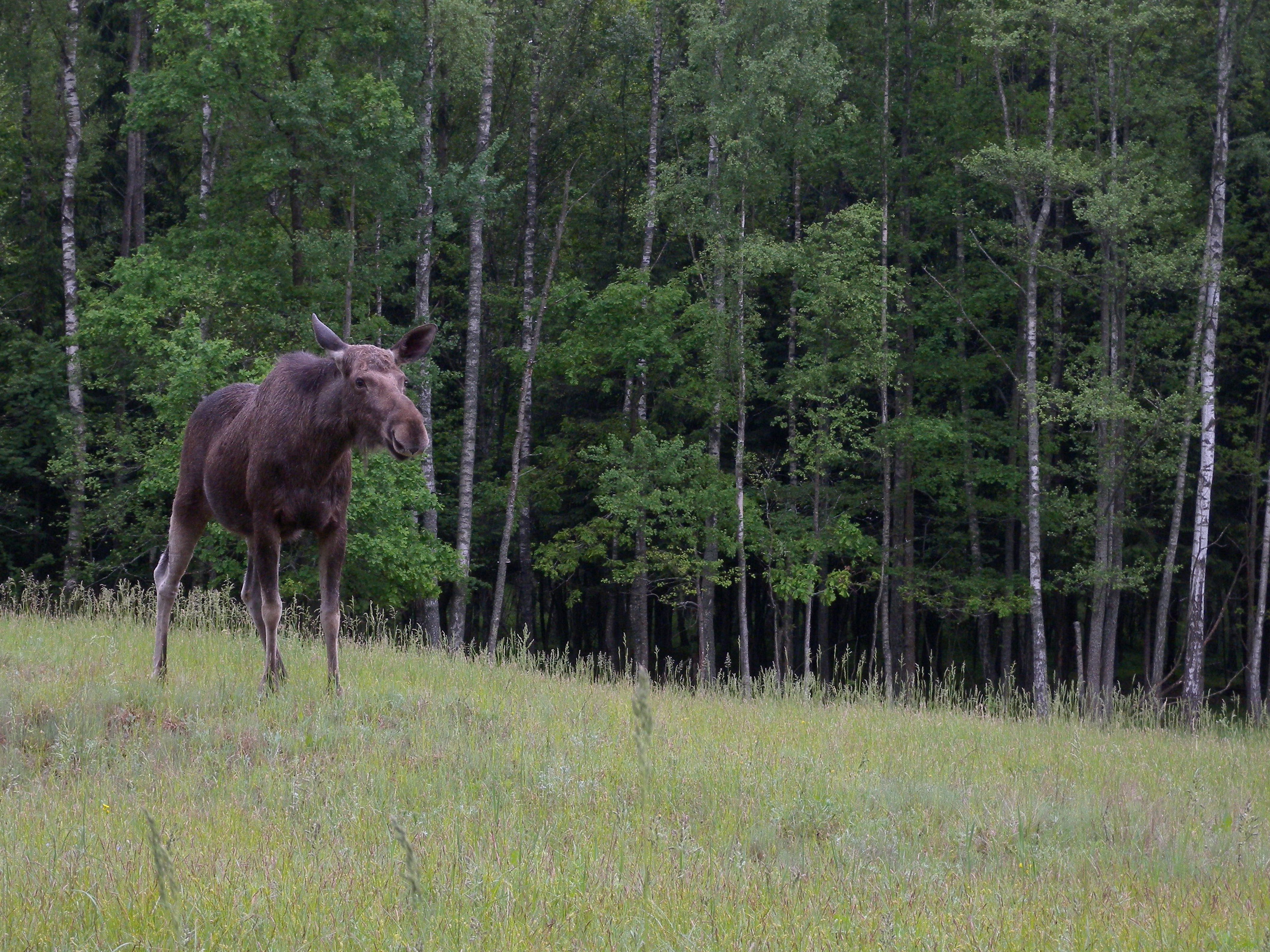
Elch im Biebrza National Park in Polen
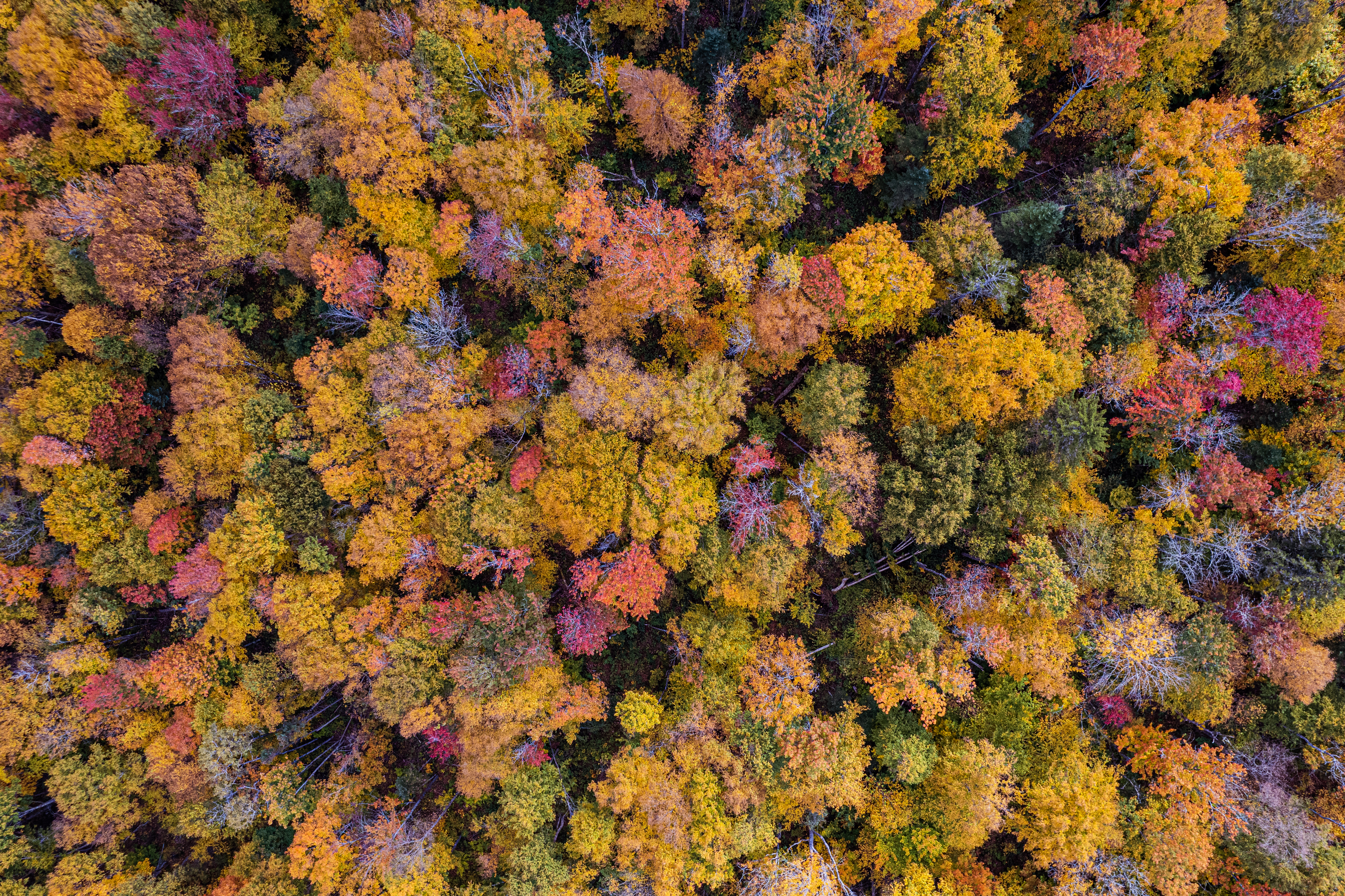
Luftbildaufnahme eines Mischwaldes in Quebec, Kanada
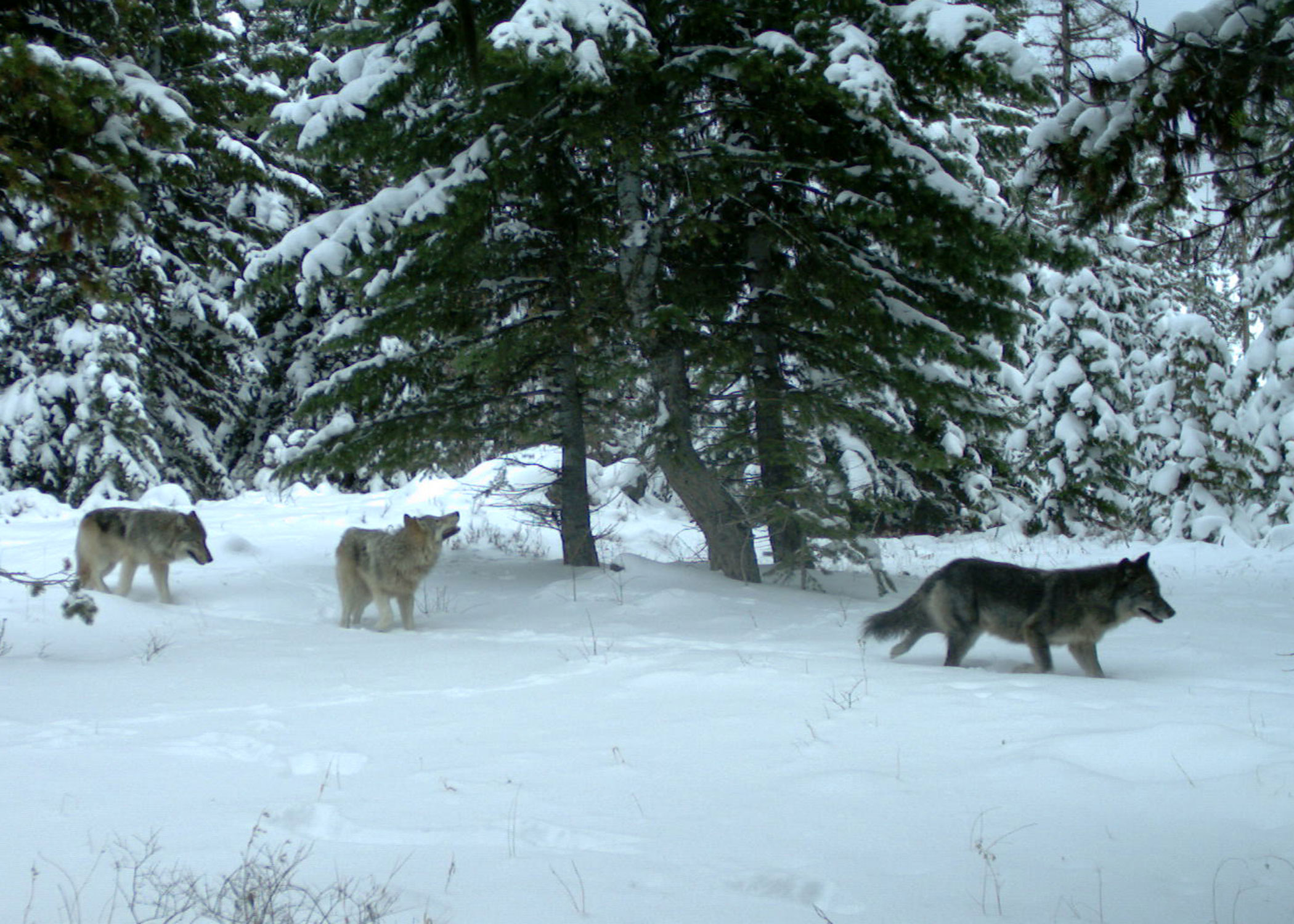
Wolfsrudel in Eagle Cap Wilderness of Wallowa County in Oregon, Vereinigte Staaten
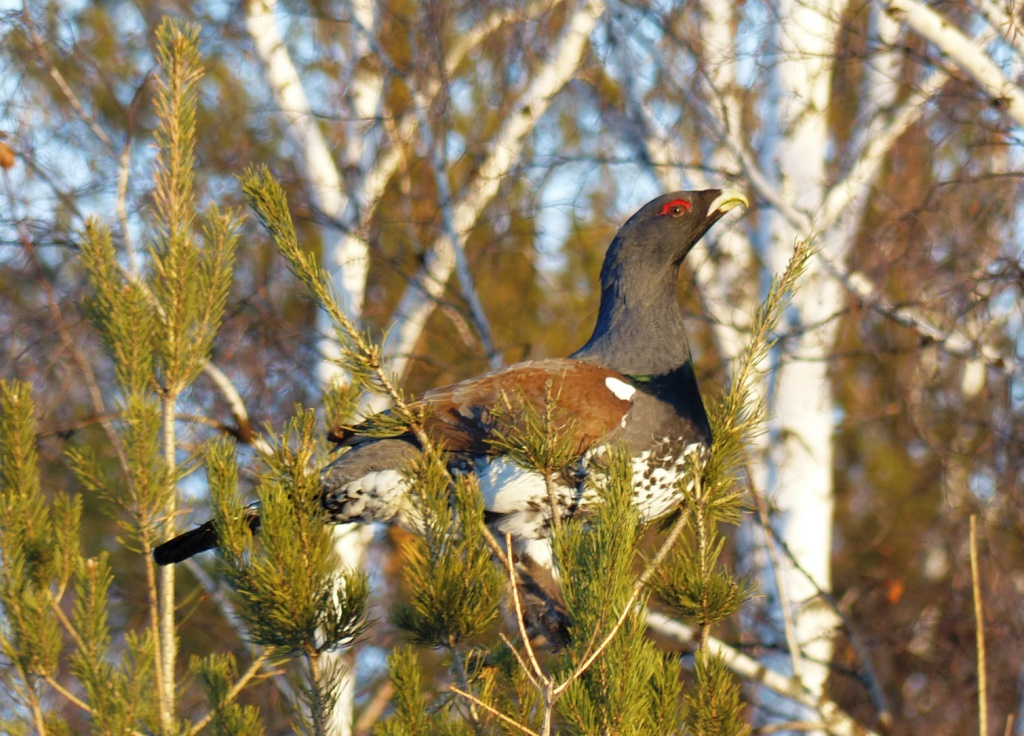
Auerhuhn in den Wäldern des südlichen Urals